# U3 (Frankfurts tunnelbana)
Linje U3 i Frankfurts tunnelbana har 21 stationer och är 16,6 kilometer lång. Den går i nord-sydlig riktning mellan stationen Oberursel-Hohemark och Bahnhof Frankfurt-Süd.